# Francesco Adenti
Francesco Adenti (Bereguardo, 19 gennaio 1961) è un dirigente d'azienda, politico, giornalista pubblicista italiano.

## Biografia
Ex alunno salesiano dell'Oratorio di Santa Maria delle Grazie di Pavia, ha conseguito nel 1985 la laurea in giurisprudenza presso l'Università degli studi di Pavia con una tesi di Diritto canonico. In quegli anni notevole è stato il suo operato all'interno dell'Azione Cattolica diocesana ed in particolare ha contribuito alla rinascita della FUCI diocesana di cui è stato Segretario dal 1983 al 1985. Ha conseguito un Master in organizzazione del personale presso l'Università Bocconi di Milano.
È giornalista pubblicista: tra il 1983 e il 1993 ha collaborato con il settimanale diocesano di Pavia (Il Ticino) e di Vigevano (L'Araldo Lomellino). Nel 1991 è stato tra i fondatori del Centro Culturale “Giorgio la Pira” Onlus di cui è poi presidente. È stato anche tra i fondatori dell'associazione di cultura politica "Pavia città per l'uomo". 
Già dirigente regionale dell'Associazione Italiana Arbitri, successivamente è arbitro benemerito e osservatore arbitrale presso i campionati dilettantistici. È stato tra i fondatori dell'associazione sportiva “Corripavia” e dell'associazione “Calcio Dilettantistico Pavese” e di quest'ultima diventa poi Presidente onorario.
Dal 1988 è impegnato in politica nella città di Pavia: eletto prima Consigliere del Quartiere “Centro”, poi Consigliere Comunale, dal 1997 al 2000 è stato Presidente della Civica Istituzione Teatro “Gaetano Fraschini” e dal 2000 al 2005 Assessore del comune di Pavia, prima all'Istruzione, Sport e Politiche Giovanili e poi al Bilancio, Tributi, Mense scolastiche, Patrimonio e Innovazione Tecnologica.
Nel 2005 è stato candidato sindaco a Pavia, per la lista civica “Pavia Città dell'Uomo”, sconfitto alle elezioni diventa consigliere comunale di opposizione.
Nel 2006 viene eletto alla Camera dei deputati nel Collegio Lombardia 3 con il partito dei Popolari Udeur per la XV Legislatura, che si conclude nel 2009. Dal 2009 al 2016 è stato nuovamente consigliere del Comune di Pavia. Successivamente è dirigente di un'azienda di trasporti lombarda.